# Ханмейшор
Ханмейшор (устар. Ханмей-Шор) — река в Приуральском районе Ямало-Ненецкого АО. Устье находится в 20 км по левому берегу реки Малый Ханмей. Длина реки 13 км.

## Данные водного реестра
По данным государственного водного реестра России относится к Нижнеобскому бассейновому округу, водохозяйственный участок реки — Обь от впадения реки Северная Сосьва до города Салехард, речной подбассейн реки — бассейны притоков Оби ниже впадения Северной Сосьвы. Речной бассейн реки — (Нижняя) Обь от впадения Иртыша.